# Hydrellia philippina
Hydrellia philippina är en tvåvingeart som beskrevs av Ferino 1968. Hydrellia philippina ingår i släktet Hydrellia och familjen vattenflugor. Inga underarter finns listade i Catalogue of Life.